# Нуха (племе)
Нуха (арап. النُخَع‎) је кахтанитско арапско племе из Јемена.Оно представља једну грану  племена Мадхиџ. Они су прешли у ислам под вођством свог члана који се звао Муад ибн Џабал у VII веку и учествовали су у исламским освајањима. Племе има значајне историјске личности као што је Малик Аштар који је био шсаби пророка Мухамеда и блиски пријатељ Алиа ибн Аби Талиба. Ел Хамдани је споменуо племству Нуха у својој књизи "Сифат Џазират ел Араб" (Опис арапског полуострва) (900 .). 